# أنطون فليتنر
 فليتنرأنطون فليتنر (1 نوفمبر 1885 - 29 ديسمبر 1961) مهندس طيران ومخترع ألماني.  ولد فليتنر في Eddersheim (وهي اليوم منطقة هاترسهايم آم ماين)، وقدم مساهمات مهمة في تصاميم الطائرات والمروحيات والسفن والسيارات.  
بعد أن خدم ألمانيا في الحربين العالميتين، هاجر أنطون فليتنر إلى الولايات المتحدة بعد الحرب العالمية الثانية كمستشار لمكتب البحوث البحرية في البحرية الأمريكية. 
حضر أنطون فليتنر بكلية معلمي ولاية فولدا في فولدا بألمانيا.  كان مدرس القرية في بفافينويسباخ من 1906-1909.  قام فليتنر لاحقًا بتدريس الرياضيات والفيزياء في المدرسة الثانوية في فرانكورت، حيث طور أفكارًا ستساعد ألمانيا في الحرب العالمية الأولى.
قام فليتنر بإحداث ثورة في فن تسخير الريح، والذي استخدم بشكل أساسي في شكل غير متغير لآلاف السنين - الشراع القماشي - بواسطة آلة حديثة - سفينة فليتنر روتور - والتي يمكن أن تسمح لبطانات المحيط بتقليل أطقمها بمقدار الثلثين وتوفير 90 في المئة في الوقود.  

## الحرب العالمية الأولى
من عام 1914 إلى عام 1918، عمل أنطون فليتنر في وزارة الحرب الألمانية في تطوير أجهزة التحكم عن بعد في الهواء والماء والمركبات البرية.  أثناء عمله تحت رعاية جراف زيبلين، طور فليتنر أيضًا مشاريع طائرات بدون طيار.  
في سن 29، قدم فليتنر اختراعه الأول، طوربيد قابل للتوجيه، إلى البحرية الإمبراطورية الألمانية في الحرب العالمية الأولى.  رفض هذا، واختراعه التالي، سيارة قتالية يتم التحكم فيها عن بُعد، والتي تم تقديمها إلى هيير (الجيش الألماني)، لأنها لم تكن تعتبر مجدية تقنيًا. 
خلال الحرب العالمية الأولى، طوّر فليتنر سطيح موازن.  تطورت علامة التبويب المؤازرة إلى «علامة القطع» التي لا تزال مستخدمة في جميع الطائرات والعديد من السفن الكبيرة.  تعتبر علامات القطع المقصودة مفيدة للغاية في نقل الدفة الكبيرة على السفن ذات الطاقة المنخفضة جدًا.

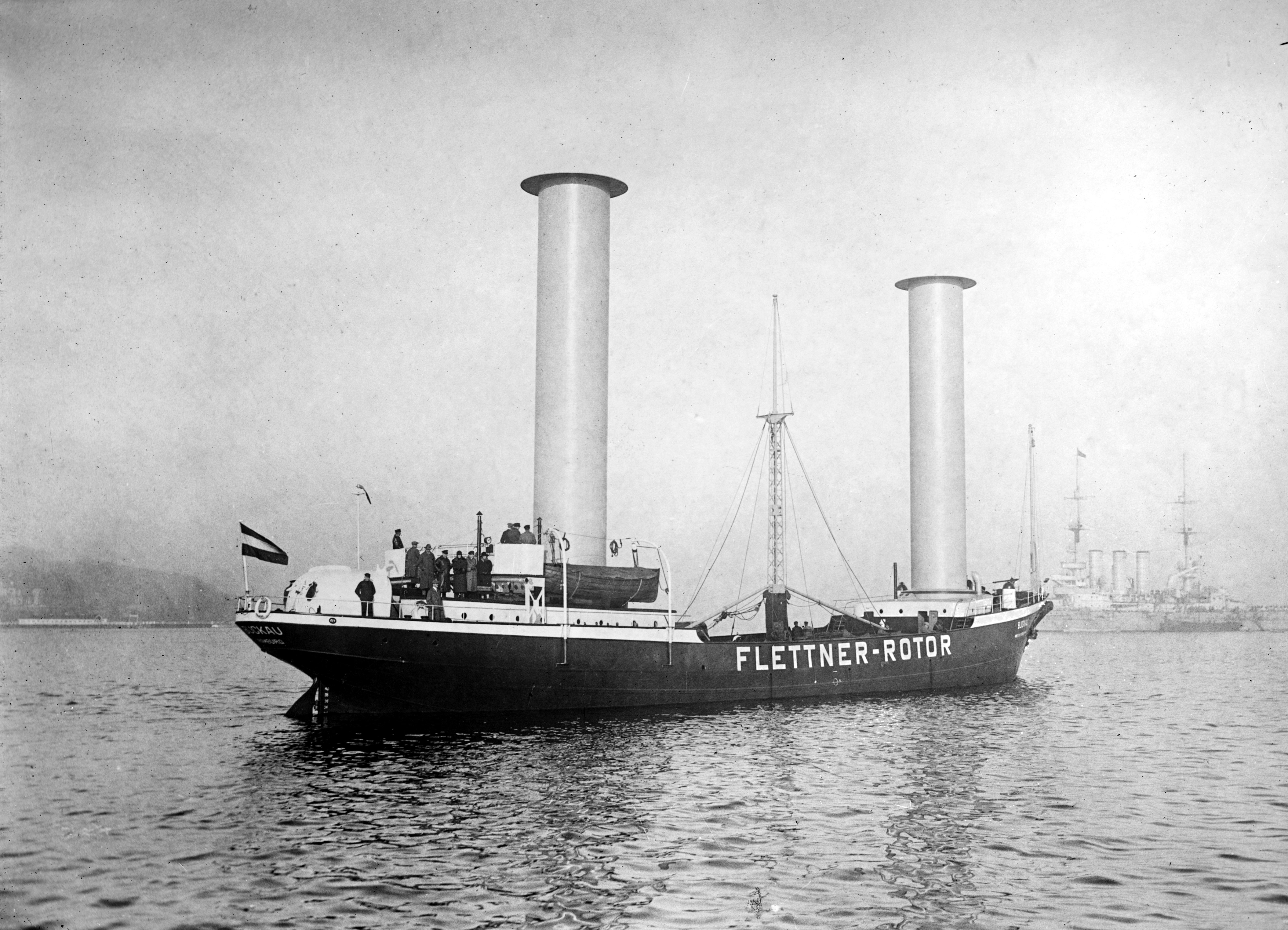
سفينة بوكاو تستخدم دوار فليتنر

## بعد الحرب العالمية الأولى
بعد الحرب العالمية الأولى، تم تسمية فليتنر كمدير إداري لمعهد أريو والديناميكا المائية في أمستردام.  شغل هذا المنصب حتى عام 1931. في عشرينيات القرن العشرين، اخترع فليتنر أيضًا جهاز تهوية دوارة فليتنر الشهير، والذي كان يستخدم على نطاق واسع في الحافلات والشاحنات والقوارب وعربات السكك الحديدية، وعربات التخييم والشاحنات للمساعدة في التبريد دون استخدام الطاقة.  لا تزال المشتقات الحديثة لجهاز التنفس الصناعي تصنع في بريطانيا بواسطة Flettner Ventilator Limited.
بمساعدة من ألبرت بيتز (الفيزيائي الألماني)، وجاكوب أكريت (مهندس الطيران السويسري)، ولودفيج براندتل (المهندس الألماني)، وألبرت أينشتاين (الفيزيائي الألماني)، أنشأ أنتون فليتنر سفينة دوارة تجريبية ( عيد تسمية بوكاو لاحقًا باسم بادن بادن ) في أكتوبر 1924 في فريدريش كروب.  البوكاو كانت أول سفينة بنيت مع نظام الدفع على أساس تأثير ماغنوس. خطرت الفكرة لفليتنر أثناء وجوده على الشاطئ مع زوجته.  استخدم فليتنر الرمل، يتدفق فوق يده الدوارة، لوصف تأثير ماغنوس وأدرك إمكاناته في دفع الشراع. بادن بادن عبر المحيط الأطلسي في عام 1926.  يمكن أن تتفوق على المتسللين العاديين تحت رياح معتدلة إلى شديدة، لكنها دمرتها عاصفة عام 1931.  كما تم بناء سفينة تجارية، وهي سفينة Barbara Rotor، وأبحرت إلى الولايات المتحدة.
في عام 1926، حول أنطون فليتنر تركيزه إلى الطيران بتأسيس شركته الخاصة، شركة أنتون فليتنر للطائرات في برلين، بهدف لتطبيق دوار فليتنر كبديل للجناح على توربينات الرياح الكبيرة.   في عام 1935، بنيت فليتنر استطلاع يلة والمضادة للغواصات الألمانية أوتوجايرو سمي إف 184.  تبعت فليتنر هذا الإنجاز من خلال بناءه فليتنر إف أي 185 في عام 1936، وهو gyrodyne الألماني التجريبي، والذي يمكن أن يطير كطائرة هليكوبتر وكطائرة أوتوجايرو. 
في عام 1938، قام فليتنر، مع كورت هوهينيمسر، ببناء فليتنر إف أي 265.  حلت هذه الطائرة مشكلة تعويض عزم الدوران كأول طائرة هليكوبتر بفليتنر الدوار المزدوج).

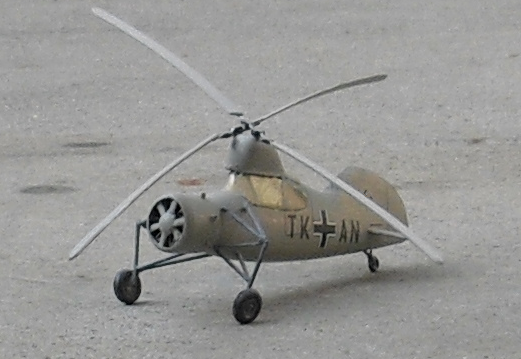
نموذج فليتنر في 265

## الحرب العالمية الثانية
خلال الحرب العالمية الثانية، ترأس أنطون فليتنر شركة Flettner Flugzeubau GmbH المتخصصة في مروحيات الاستطلاع التابعة للوفتفافه الألمانية (القوات الجوية). 
تم تمويل اختراعات مروحية فليتنر من الثروة المكتسبة من أعماله في مجال التهوية، وهي شركة تم تعزيزها بمهارة زوجته ليديا فرويدنبرغ فليتنر.  قام أنتون فليتنر ببناء طائرات الهليكوبتر الخاصة به للجيش الألماني، في المقام الأول لاستخدامها في البحرية. على الرغم من أن زوجته كانت يهودية،  أقام علاقة شخصية مع رئيس الجستابو، هاينريش هيملر. قام هيملر بمرافقة زوجة وعائلة فليتنر بأمان إلى السويد طوال فترة الحرب. كان شريك أنطون فليتنر وأحد المقربين منه هو الدكتور كيرت هوهينيمسر، وهو مهندس رائع وشامل طور التفاصيل اللازمة لنجاح مروحيات فليتنر. كان والد الدكتور هوهنمرز يهوديًا أيضًا، ومع ذلك ظل كلاهما دون أذى خلال فترة عملهما معًا طوال فترة الحرب حيث عملوا على تطوير المروحية للاستخدام العسكري. 

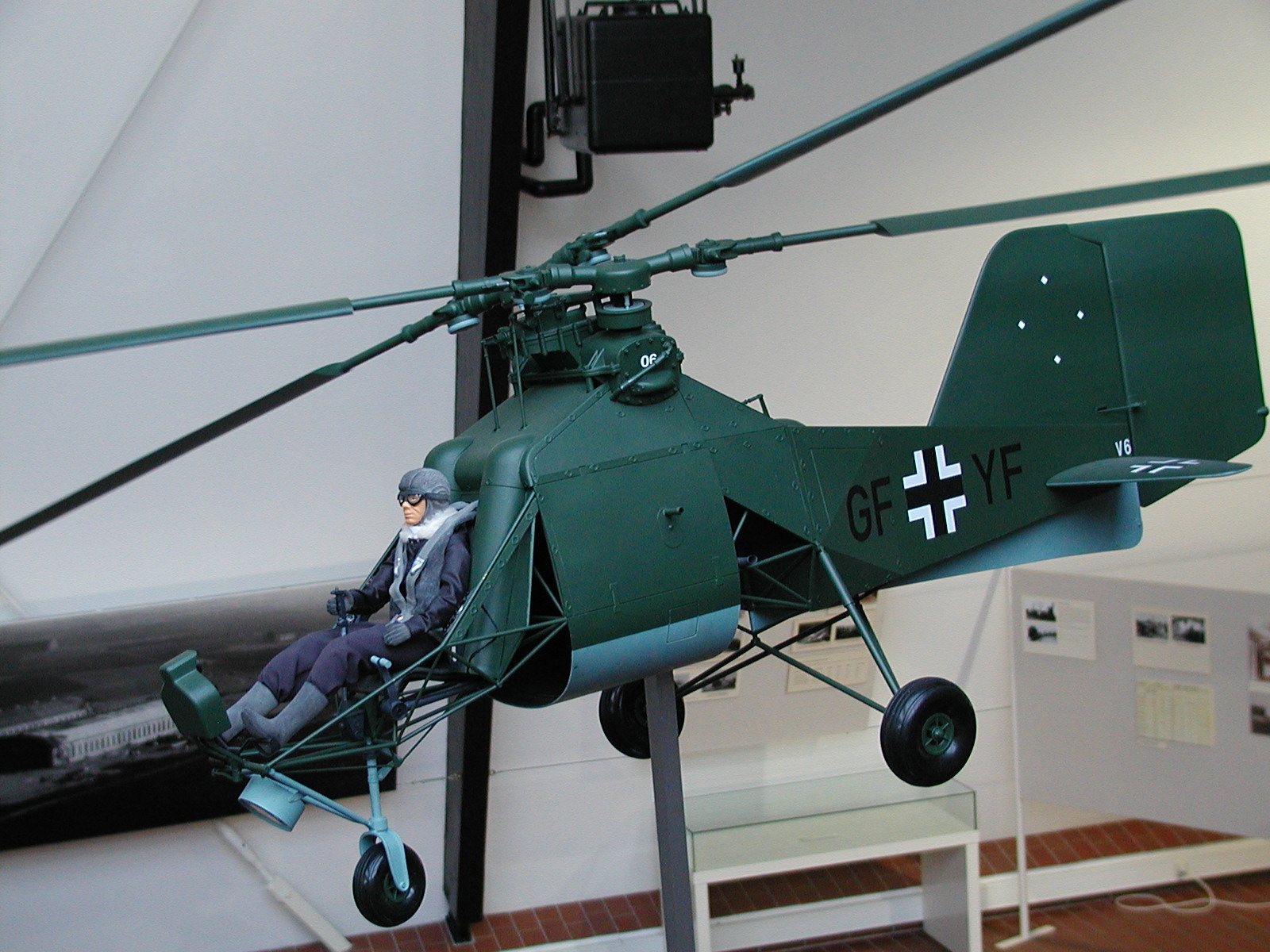
فليتنر في 282 «كوليبري» نوعًا مبكرًا من طائرات الهليكوبتر باستخدام دوارين متشابكين

## ما بعد الحرب العالمية الثانية

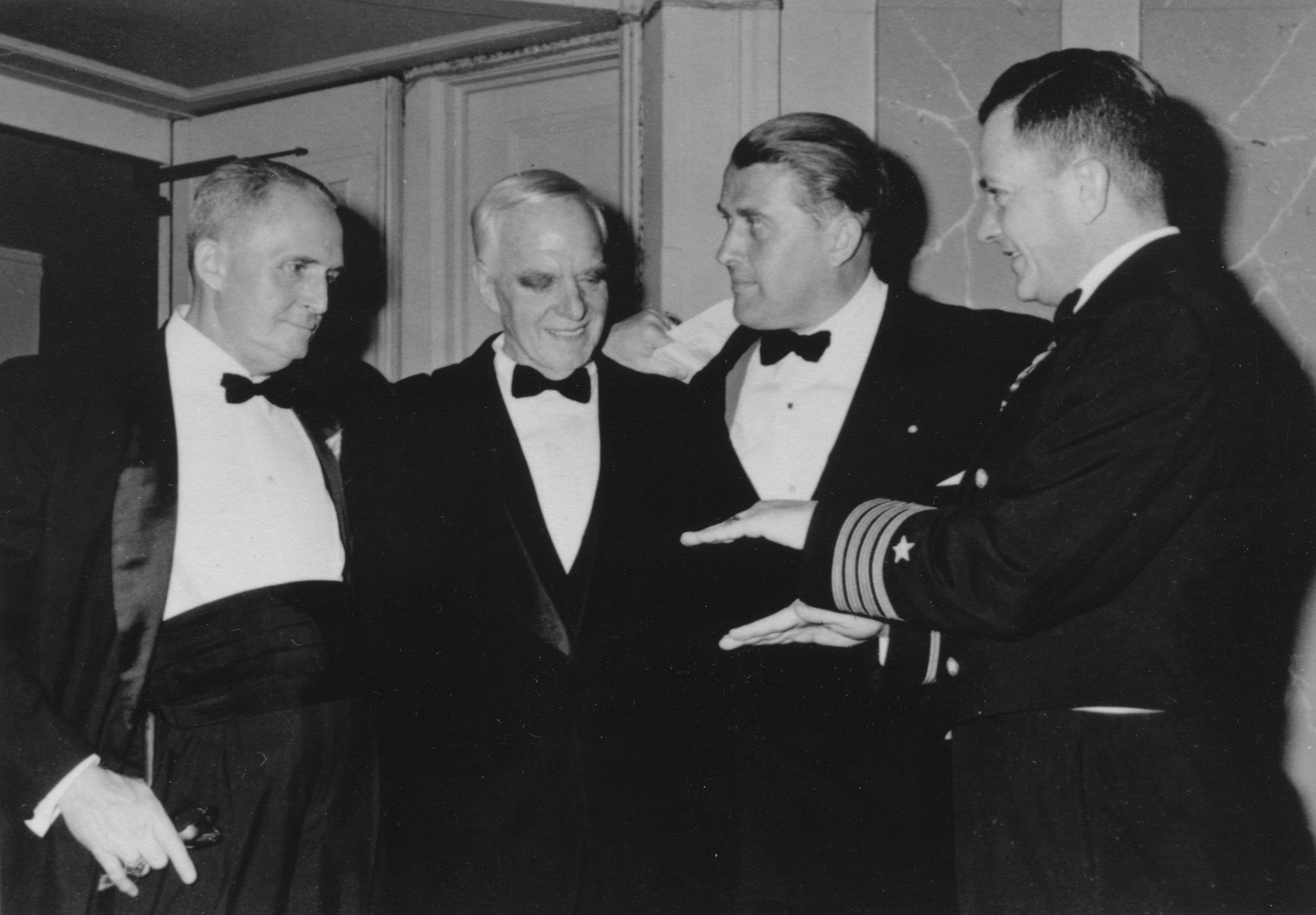
فليتنر مع فيرنر فون براون

عند انتهاء الحرب، تم احتجاز أنطون فليتنر في معسكر الاستجواب في قلعة كرانزبرغ.  بعد عام 1945، تم جلب فليتنر، إلى جانب العديد من رواد الطيران الآخرين، إلى الولايات المتحدة كجزء من عملية مشبك الورق.  كان فليتنر وشريكه، الدكتور كيرت هوهينيمسر، من أوائل المهاجرين الألمان إلى الولايات المتحدة بعد الحرب العالمية الثانية. 
بدأ فليتنر شركة فليتنر للطائرات، التي طورت طائرات هليكوبتر للجيش الأمريكي.  في عام 1949، استخدم فليتنر كيرت هوهينيمسر مستشارًا لشركة فليتنر للطائرات.  فليتنر وكورت هوهينيمسر، اللذان طوروا معًا العديد من براءات الاختراع في ألمانيا، ظلوا على اتصال وثيق بعد هجرة الرجلين إلى الولايات المتحدة.
لم تكن شركة فليتنر في الولايات المتحدة ناجحة تجاريًا ولكن تمت مشاركة عمله مع القوات الجوية للجيش الأمريكي.  طوال 14 عامًا في الولايات المتحدة، كان فليتنر نشطًا في تنفيذ المشاريع البحثية للجيش الأمريكي والقوات الجوية الأمريكية والبحرية الأمريكية. 
أصبح فليتنر المصمم الرئيسي لكامان للطائرات والعديد من مفاهيم تصميم فليتنر تم العثور عليها في مروحيات كامان في السنوات اللاحقة. 
يعمل دوار فليتنر اليوم كنظام دفع إضافي لسفن النقل والبحث.  هناك سفينتان تستخدمان مفهوم Flettner الدوار في شكل معدل، و Turboail Acyone الذي طوره جاك إيف كوستو في عام 1985 و E-Ship 1 ، وهي سفينة شحن قامت بأول رحلة لها في عام 2010.    أشاد ألبرت أينشتاين بسفينة فليتنر روتور باعتبارها ذات أهمية عملية كبيرة. 
توفي أنطون فليتنر عن عمر يناهز 76 عامًا في مدينة نيويورك في 29 ديسمبر 1961.  من بين تميزاته العديدة، كان أنطون فليتنر عضوًا فخريًا في جمعية الهليكوبتر الأمريكية ومن رواد الطائرات القابلة للتحويل.  يعتبر مسقط رأس فليتنر وقبره من المعالم التاريخية المحمية الوطنية في ألمانيا. 

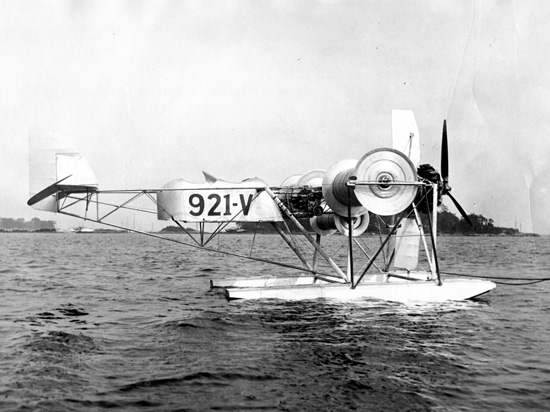
طائرة فليتنر الدوارة (Plymouth AA-2004)

## طائرة بنتها Flettner Flugzeugbau GmbH
- فليتنر إف أي 184 [31]
- فليتنر إف أي 185
- فليتنر في 265
- فليتنر في 282
- فليتنر Fl 285
- فليتنر Fl 339

## المزيد
- أوتوجايرو
- سفينة فليتنر ، طائرة شراعية تستمد زخمها باستخدام تأثير ماغنوس
- طائرة فليتنر، طائرة تشتق مصعدها باستخدام تأثير ماغنوس
- هليكوبتر فليتنر فل 184 الهجين - طائرة هليكوبتر
- طائرة هليكوبتر فليتنر فلوريدا 185
- هليكوبتر فليتنر فل
- فليتنر فلوريدا 282 مروحية «كوليبري»
- جهاز تهوية فلتنير
- Gyrodynes و Heliplanes
- تشارلز كامان

## روابط خارجية
- أنطون فليتنر على موقع الموسوعة البريطانية (الإنجليزية)
- أنطون فليتنر على موقع مونزينجر (الألمانية)